# In the Fishtank 5
In the Fishtank 5  es un EP de 1999 hecho por Tortoise con The Ex formando parte del proyecto In the Fishtank.

## Listado de canciones
1. "The Lawn of the Limp" – 4:03
2. "Pooh Song (Christopher Robin's Nightbear)" – 4:57
3. "Central Heating" – 2:19
4. "Pleasure as Usual" – 5:03
5. "Did You Comb?" – 2:09
6. "Huge Hidden Spaces" – 4:12